# Wappen von Kaliningrad

Wappen der Stadt

Das Wappen von Königsberg, 20. Jahrhundert

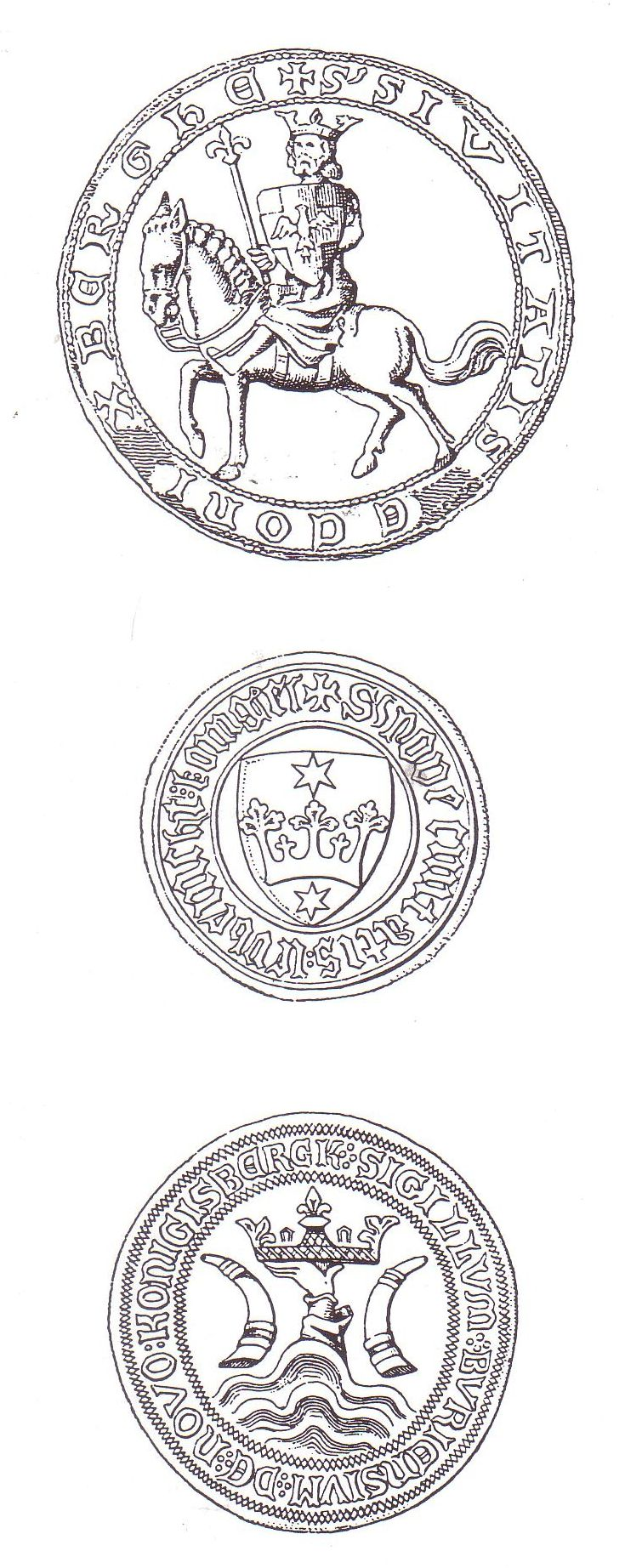
Älteste Siegel: Altstadt 1360, Löbenicht 1413 und Kneiphof 1383

Das Wappen der Stadt Kaliningrad in der Oblast Kaliningrad in Russland, dem früheren ostpreußischen Königsberg in Preußen, zeigt ein Segelschiff vor einem blauen Hintergrund. In dieser Form besteht es seit den 1990er Jahren. Die ältesten bekannten Siegel der Stadt aus dem Mittelalter reichen bis in das 14. Jahrhundert zurück.

## Beschreibung
Das Wappenschild zeigt ein nach (heraldisch) rechts gewendetes, silbernes (weißes) Segelschiff vor einem blauen Hintergrund. An der Spitze des Mastes weht eine Seekriegsflagge bzw. Flagge der russischen Kriegsmarine, bestehend aus einem blauen Andreaskreuz auf weißem Grund. Unterhalb des Segels findet sich am Mast eingerahmt in einem grünen Schild das Wappen der Königsberger Altstadt. Unter dem Segelschiff befinden sich zwölf kettenartig angeordnete goldene Kugeln als Stilelemente.
Die zugehörige Stadtflagge ist blau und zeigt das Wappen in derselben Darstellung.

## Geschichte
Das älteste bekannte Siegel der Stadt aus dem 14. Jahrhundert zeigt den Gründer der Stadt und Verbündeten des Deutschen Ordens Ottokar von Böhmen mit einer Krone und auf einem nach rechts gewendeten Pferd reitend. In seiner rechten Hand hält er ein Lilienzepter und in der linken Hand das Schild eines Hochmeisters mit einem Adler auf dem Ordenskreuz. Das Siegel mit der königlichen Reiterfigur hat die Umschrift „S. CIVITATIS DE CONINXBERG“.
Ein Siegel an einer Urkunde vom 19. Juni 1454 mit der Umschrift „S’SECRETUM CIVITATIS DE KONIGSBERGHE“ zeigt bereits eine Krone und darunter ein Kreuz.
Siebmachers Wappenbuch von 1605 zeigt einen nach links gewendeten bekrönten Kopf als Wappen Königsbergs.

### Wappen von Königsberg ab 1724
Das Wappen von Königsberg zeigte drei Wappenschilder mit einem bekrönten nach rechts gewendeten schwarzen preußischen Adler mit goldenen Details als Schildhalter. In den drei kleinen Wappenschildern befanden sich die Wappen der Königsberger Stadtteile bzw. Teilstädte Altstadt, Kneiphof und Löbenicht (Neustadt). Ein weiteres schwarzes Schild mit einer Krone auf der Brust des Adlers zeigt in Silber die Initialen FRW (Friedrich Wilhelm Rex) für den preußischen König Friedrich Wilhelm, I. Dabei gab es verschiedene Formen der Darstellung, häufig ohne weiteres Schild um den Adler herum, manchmal auch mit einem Schild als Umrahmung des Adlers. Dieses Siegel von 1724 wurde 1908 als Stadtwappen angenommen.
Die drei Teilstädte wurden 1724 vereinigt, seitdem werden die drei Wappen auch zusammen dargestellt. Das Wappen der Altstadt ist geteilt und zeigt im oberen Feld auf silbernem Grund eine rote Krone, im unteren Feld ein silbernes Kreuz auf rotem Grund. Das Wappen von Löbenicht zeigt auf blauem Grund zwischen zwei übereinander stehenden silbernen sechsstrahligen Sternen eine goldene Krone. Das Wappen von Kneiphof zeigt auf grünem Grund einen aus Wellen aufsteigenden blaugekleideten Arm mit einer goldenen Krone in der Hand. Auf jeder Seite begleitet von je einem abgewendeten goldenen Hifthorn.
Ferner gab es ein Stadtverordnetensiegel mit neun Feldern, in dem neben den drei Wappen von der Altstadt, Kneiphof und Löbenicht noch weitere Wappen später eingemeindeter Orte dargestellt wurden. Dazu zählten Tragheim, Sackheim, Vorderroßgarten, Hinterroßgarten und Neue Sorge. Und in der Mitte befand sich das Wappen Königsberg aus der Zeit vor 1450 mit der Reiterfigur.
Das Ortswappenbuch von Otto Hupp zeigt ein dreigespaltenes Wappenschild, in dem sich die drei Wappen der Altstadt, von Kneiphof und von Löbenicht befinden. Eine weitere Darstellung zeigt die drei Wappen als einzelne Wappenschilder im Kreis angeordnet. Dabei wurden diese gelegentlich auch mit einer zusätzlichen Krone bekrönt.

Wappen Altstadt
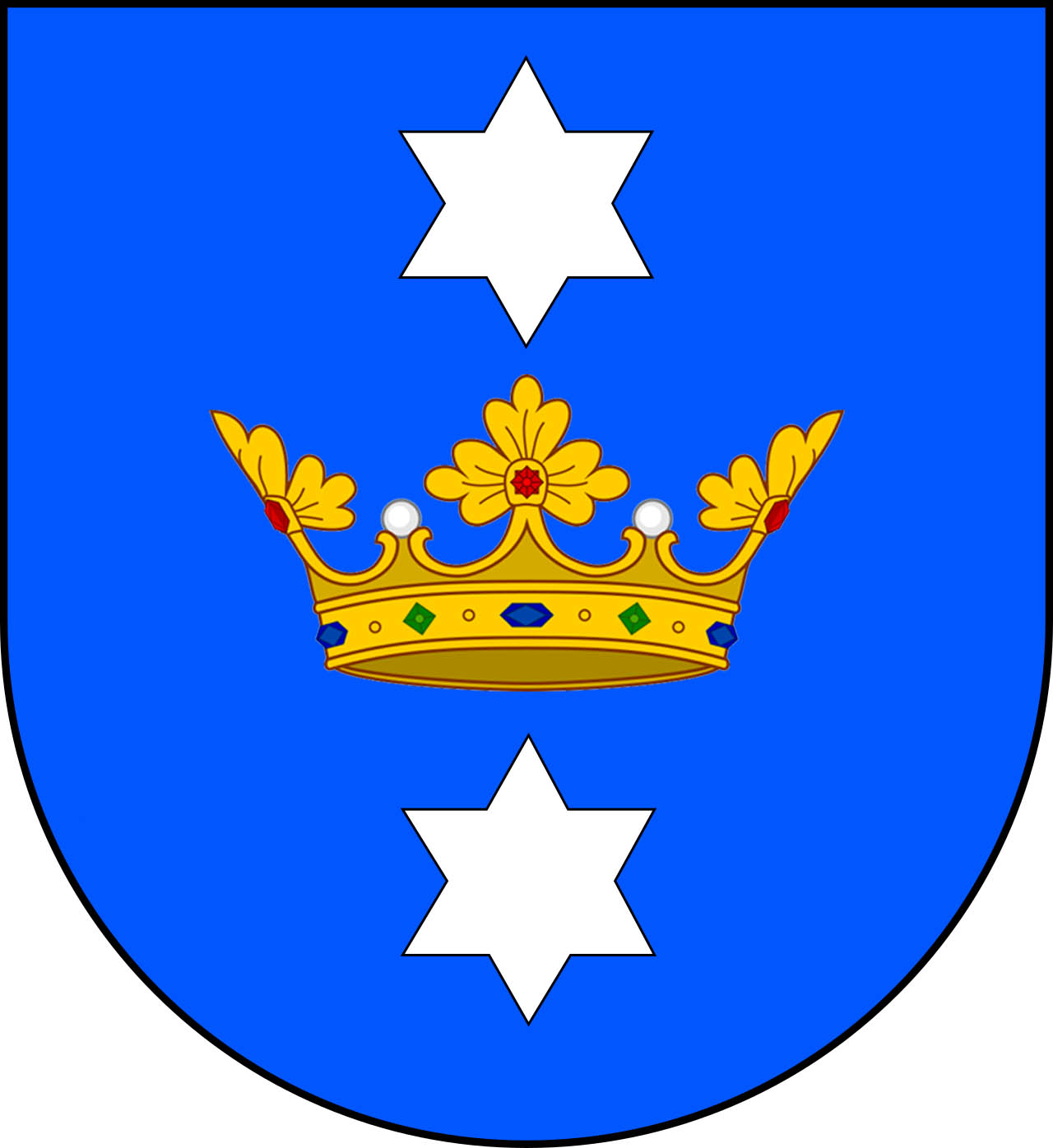
Wappen Löbenicht
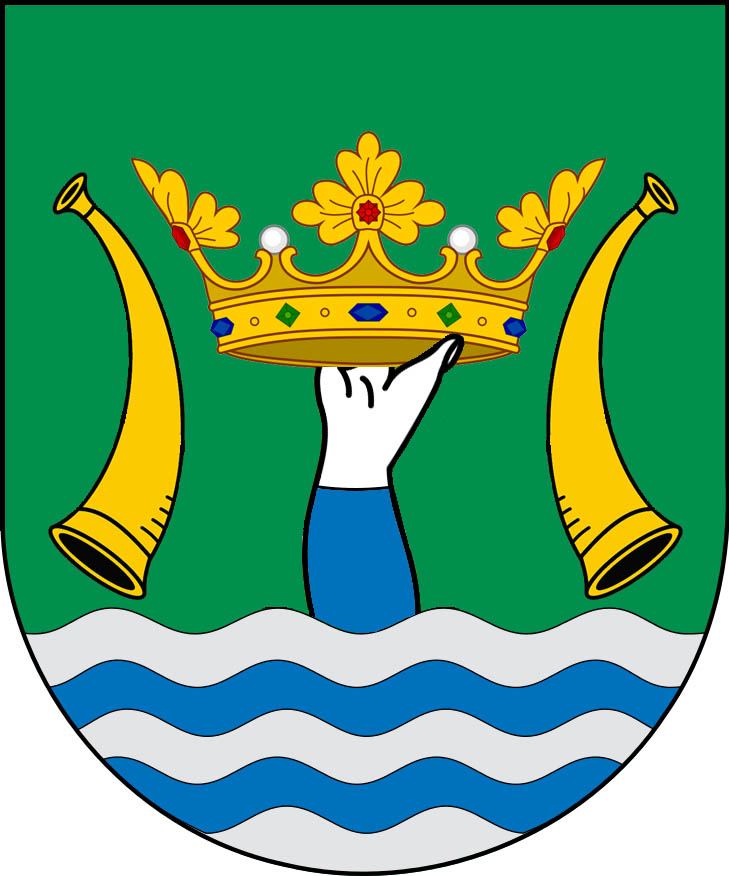
Wappen Kneiphof
Flagge von Königsberg (ca. 19. Jahrhundert bis 1906)
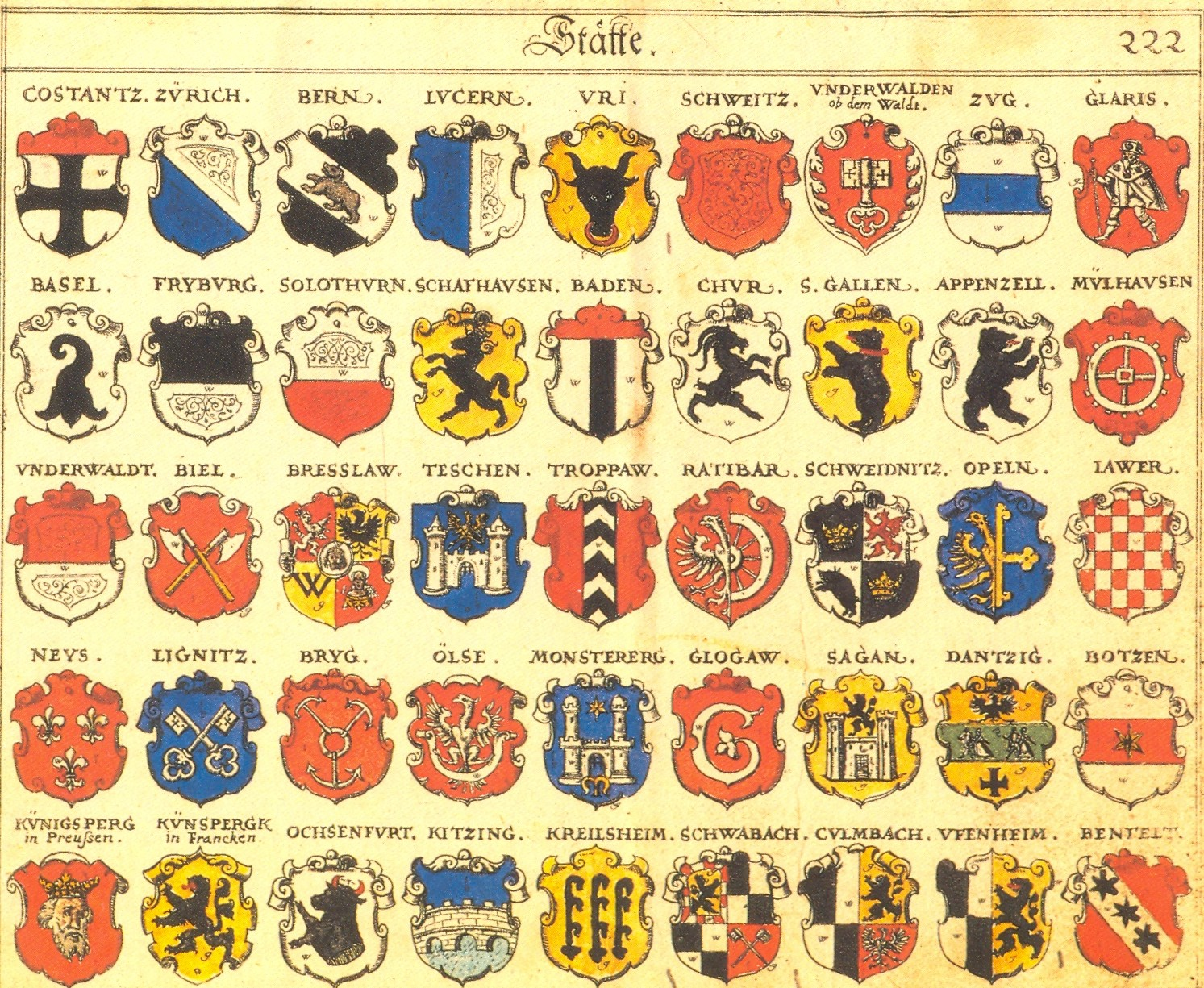
Siebmacher 1605
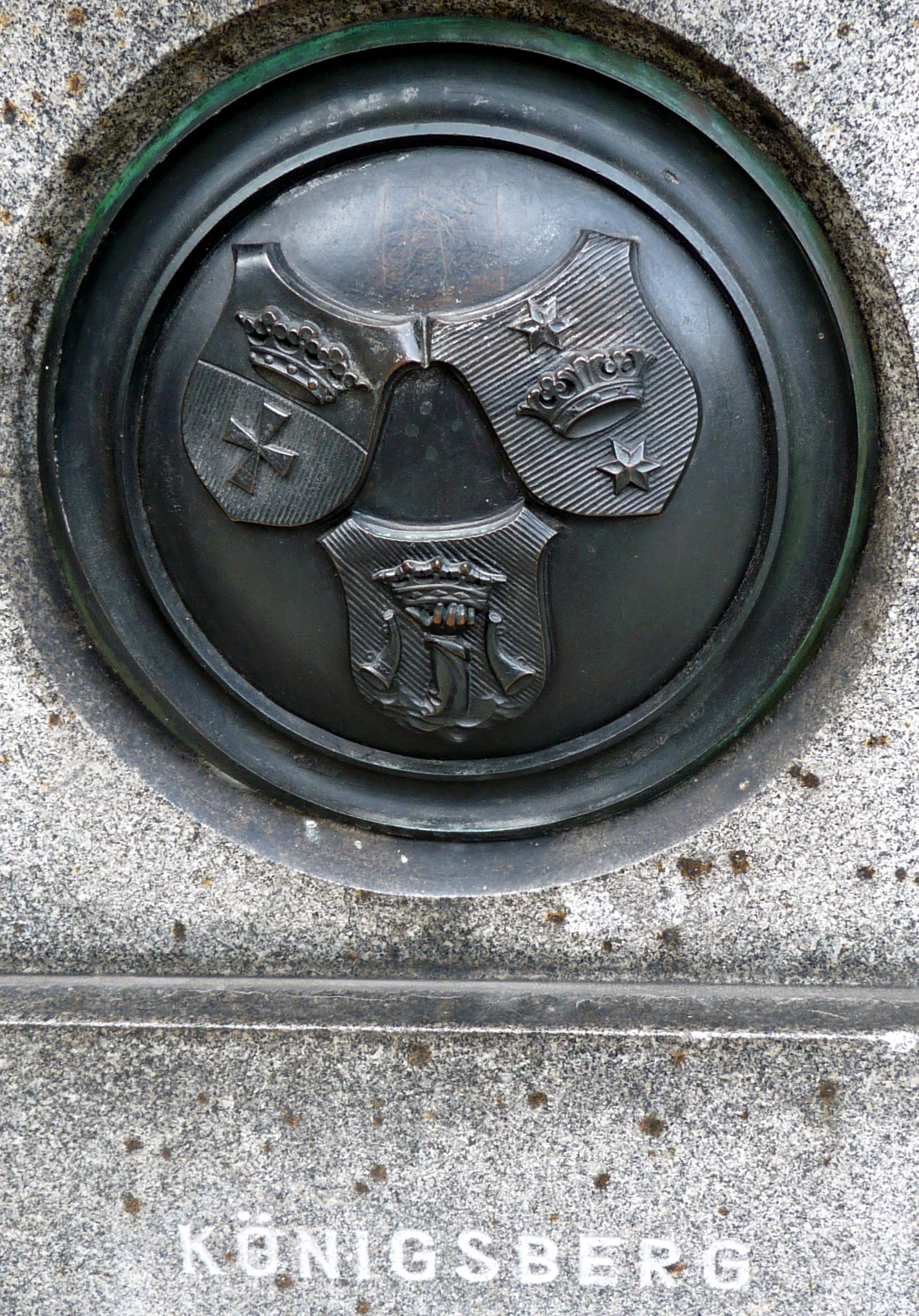
Lutherdenkmal Worms
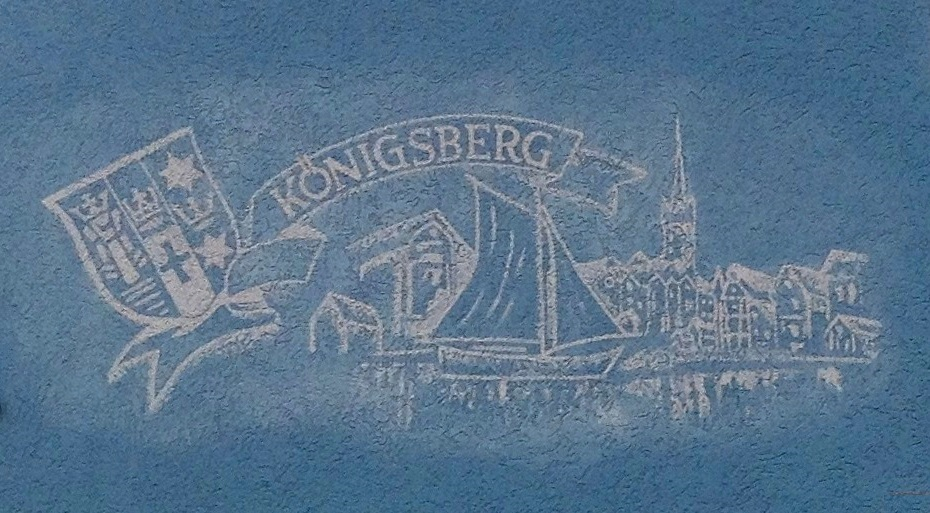
Wappen Königsbergs mit einem Panorama der Stadt an einer Fassade in Goslar

### Wappen von Kaliningrad
Nach 1945 hatte die Stadt zunächst offiziell kein Stadtwappen. Es gab verschiedene Entwürfe, darunter ein Entwurf mit einem Militärschiff und darüber eine Windrose.
Am 17. Juli 1996 wurde die aktuelle Version des Wappens angenommen. Das Wappen wurde von den Künstlern Ernest Grigo und Sergey Kolevatov entworfen und nach Änderungen des ehemaligen Abgeordneten des Stadtrats Ivan Bakrymov übernommen. Am 28. April 1999 und am 6. Oktober 1999 wurde es erneut bestätigt.